# Montmédy
Montmédy és un municipi francès situat al departament del Mosa i a la regió del Gran Est. L'any 2007 tenia 2.263 habitants.

## Demografia

### Població
El 2007 la població de fet de Montmédy era de 2.263 persones. Hi havia 906 famílies, de les quals 365 eren unipersonals (161 homes vivint sols i 204 dones vivint soles), 239 parelles sense fills, 200 parelles amb fills i 102 famílies monoparentals amb fills.
La població ha evolucionat segons el següent gràfic:
Habitants censats

### Habitatges
El 2007 hi havia 1.053 habitatges, 909 eren l'habitatge principal de la família, 28 eren segones residències i 117 estaven desocupats. 640 eren cases i 407 eren apartaments. Dels 909 habitatges principals, 448 estaven ocupats pels seus propietaris, 424 estaven llogats i ocupats pels llogaters i 36 estaven cedits a títol gratuït; 23 tenien una cambra, 75 en tenien dues, 172 en tenien tres, 260 en tenien quatre i 378 en tenien cinc o més. 503 habitatges disposaven pel capbaix d'una plaça de pàrquing. A 435 habitatges hi havia un automòbil i a 306 n'hi havia dos o més.

### Piràmide de població
La piràmide de població per edats i sexe el 2009 era:
| Homes | Edats   | Dones |
| ----- | ------- | ----- |
| 0     | 95 o +  | 0     |
| 8     | 90 a 94 | 4     |
| 4     | 85 a 89 | 12    |
| 8     | 80 a 84 | 8     |
| 36    | 75 a 79 | 68    |
| 44    | 70 a 74 | 40    |
| 52    | 65 a 69 | 56    |
| 40    | 60 a 64 | 60    |
| 48    | 55 a 59 | 32    |
| 128   | 50 a 54 | 60    |
| 88    | 45 a 49 | 64    |
| 120   | 40 a 44 | 88    |
| 144   | 35 a 39 | 88    |
| 152   | 30 a 34 | 64    |
| 53    | 25 a 29 | 56    |
| 56    | 20 a 24 | 28    |
| 76    | 15 a 19 | 68    |
| 64    | 10 a 14 | 76    |
| 80    | 5 a 9   | 76    |
| 36    | 0 a 4   | 44    |

## Economia
El 2007 la població en edat de treballar era de 1.551 persones, 912 eren actives i 639 eren inactives. De les 912 persones actives 781 estaven ocupades (452 homes i 329 dones) i 131 estaven aturades (48 homes i 83 dones). De les 639 persones inactives 104 estaven jubilades, 90 estaven estudiant i 445 estaven classificades com a «altres inactius».

### Ingressos
El 2009 a Montmédy hi havia 878 unitats fiscals que integraven 1.918 persones, la mediana anual d'ingressos fiscals per persona era de 16.768 €.

### Activitats econòmiques
Dels 106 establiments que hi havia el 2007, 3 eren d'empreses alimentàries, 3 d'empreses de fabricació d'altres productes industrials, 8 d'empreses de construcció, 26 d'empreses de comerç i reparació d'automòbils, 6 d'empreses de transport, 9 d'empreses d'hostatgeria i restauració, 1 d'una empresa d'informació i comunicació, 10 d'empreses financeres, 7 d'empreses immobiliàries, 7 d'empreses de serveis, 19 d'entitats de l'administració pública i 7 d'empreses classificades com a «altres activitats de serveis».
Dels 33 establiments de servei als particulars que hi havia el 2009, 1 era una oficina d'administració d'Hisenda pública, 1 gendarmeria, 1 oficina de correu, 2 oficines bancàries, 1 taller de reparació d'automòbils i de material agrícola, 1 taller d'inspecció tècnica de vehicles, 1 autoescola, 2 paletes, 1 guixaire pintor, 1 fusteria, 2 lampisteries, 1 electricista, 1 empresa de construcció, 5 perruqueries, 1 veterinari, 7 restaurants, 3 agències immobiliàries i 1 saló de bellesa.
Dels 12 establiments comercials que hi havia el 2009, 3 eren supermercats, 1 una gran superfície de material de bricolatge, 2 fleques, 1 una peixateria, 1 una sabateria, 1 una botiga d'electrodomèstics i 3 floristeries.
L'any 2000 a Montmédy hi havia 16 explotacions agrícoles que ocupaven un total de 1.040 hectàrees.

## Equipaments sanitaris i escolars
El 2009 hi havia 1 psiquiàtric, 2 farmàcies i 1 ambulància.
El 2009 hi havia 1 escola maternal i 1 escola elemental. Montmédy disposava d'un col·legi d'educació secundària amb 231 alumnes.

## Poblacions més properes
El següent diagrama mostra les poblacions més properes.